# Kaban
Der Kaban war ein Gewichtsmaß auf den Molukken.
- 1 Kaban = 95,2381 Troy-Pfund (holländ.) = 46,873 Kilogramm[1], nach anderen Quellen 45,506 Kilogramm[2][3]